# Chiloclista bicolor
Chiloclista bicolor là một loài ruồi trong họ Tachinidae.